# アメリカ合衆国退役軍人長官
アメリカ合衆国退役軍人長官（アメリカがっしゅうこくたいえきぐんじんちょうかん、United States Secretary of Veterans Affairs）は、退役軍人の給付関連事務を扱うアメリカ合衆国退役軍人省の長である。長官は内閣の一員であり、また大統領権限継承順位では下から2番目（2006年に国土安全保障長官が加わるまでは最下位）、第17位である。
トランプ政権のロバート・ウィルキーまで、長官及び長官代行に指名された者は全員米軍の退役軍人であったが、そのことはこれらの役職に就くための必要条件というわけではなく、バイデン政権で長官代行を務めたダット・トラン及び2月9日に長官に就任したデニス・マクドノーは、退役軍人ではない。
長官職が欠けたときは、アメリカ合衆国退役軍人副長官、または大統領に指名された他の者が、大統領が新長官を指名し議会がこれを承認するまでの間、長官代行を務める。

## 歴代退役軍人長官
| 代 | 氏名                                  | 肖像                       | 在任期間                            | 大統領                   |
| -- | ------------------------------------- | -------------------------- | ----------------------------------- | ------------------------ |
| 1  | エド・ダーウィンスキ                  |                            | 1989年3月15日-1992年9月26日         | ジョージ・H・W・ブッシュ |
| -  | アンソニー・プリンシピ（代理）        |                            | 1992年9月26日-1993年1月20日         | ジョージ・H・W・ブッシュ |
| 2  | ジェシー・ブラウン                    |                            | 1993年1月22日-1997年7月3日          | ビル・クリントン         |
| -  | ハーシェル・W・ゴーバー（代理）       |                            | 1997年7月3日 - 1998年1月2日         | ビル・クリントン         |
| 3  | トーゴ・D・ウェスト・ジュニア         |                            | 1998年1月2日 - 1998年5月5日（代理） | ビル・クリントン         |
| 3  | トーゴ・D・ウェスト・ジュニア         | 1998年5月5日-2000年7月10日 |                                     | ビル・クリントン         |
| -  | ハーシェル・W・ゴーバー（代理）       |                            | 2000年7月10日 - 2001年1月20日       | ビル・クリントン         |
| 4  | アンソニー・プリンシピ                |                            | 2001年1月23日-2005年1月26日         | ジョージ・W・ブッシュ    |
| 5  | ロバート・ジェームズ・ニコルスン      |                            | 2005年1月26日-2007年10月1日         | ジョージ・W・ブッシュ    |
| -  | ゴードン・H・マンスフィールド（代理） |                            | 2007年10月1日 - 2007年12月20日      | ジョージ・W・ブッシュ    |
| 6  | ジェームズ・ピーク                    |                            | 2007年12月20日-2009年1月20日        | ジョージ・W・ブッシュ    |
| 7  | エリック・シンセキ                    |                            | 2009年1月20日-2014年5月30日         | バラク・オバマ           |
| -  | スローン・ギブソン（代理）            |                            | 2014年5月30日-2014年7月30日         | バラク・オバマ           |
| 8  | ロバート・マクドナルド                |                            | 2014年7月30日-2017年1月20日         | バラク・オバマ           |
| -  | ロバート・スナイダー（代理）          |                            | 2017年1月20日-2017年2月13日         | ドナルド・トランプ       |
| 9  | デービッド・シュルキン                |                            | 2017年2月14日 - 2018年3月28日       | ドナルド・トランプ       |
| -  | ロバート・ウィルキー（代理）          |                            | 2018年3月28日 - 2018年5月29日       | ドナルド・トランプ       |
| -  | ピーター・オローク（代理）            |                            | 2018年5月29日 - 2018年7月30日       | ドナルド・トランプ       |
| 10 | ロバート・ウィルキー                  |                            | 2018年7月30日 - 2021年1月20日       | ドナルド・トランプ       |
| -  | ダット・トラン（代理）                |                            | 2021年1月20日 - 2021年2月9日        | ジョー・バイデン         |
| 11 | デニス・マクドノー                    |                            | 2021年2月9日 - 2025年1月20日        | ジョー・バイデン         |
| -  | トッド・B・ハンター（代理）           |                            | 2025年1月20日 - 2025年2月5日        | ドナルド・トランプ       |
| 12 | ダグ・コリンズ                        |                            | 2025年2月5日 - 現職                 | ドナルド・トランプ       |